# Kirche Horst (Garbsen)

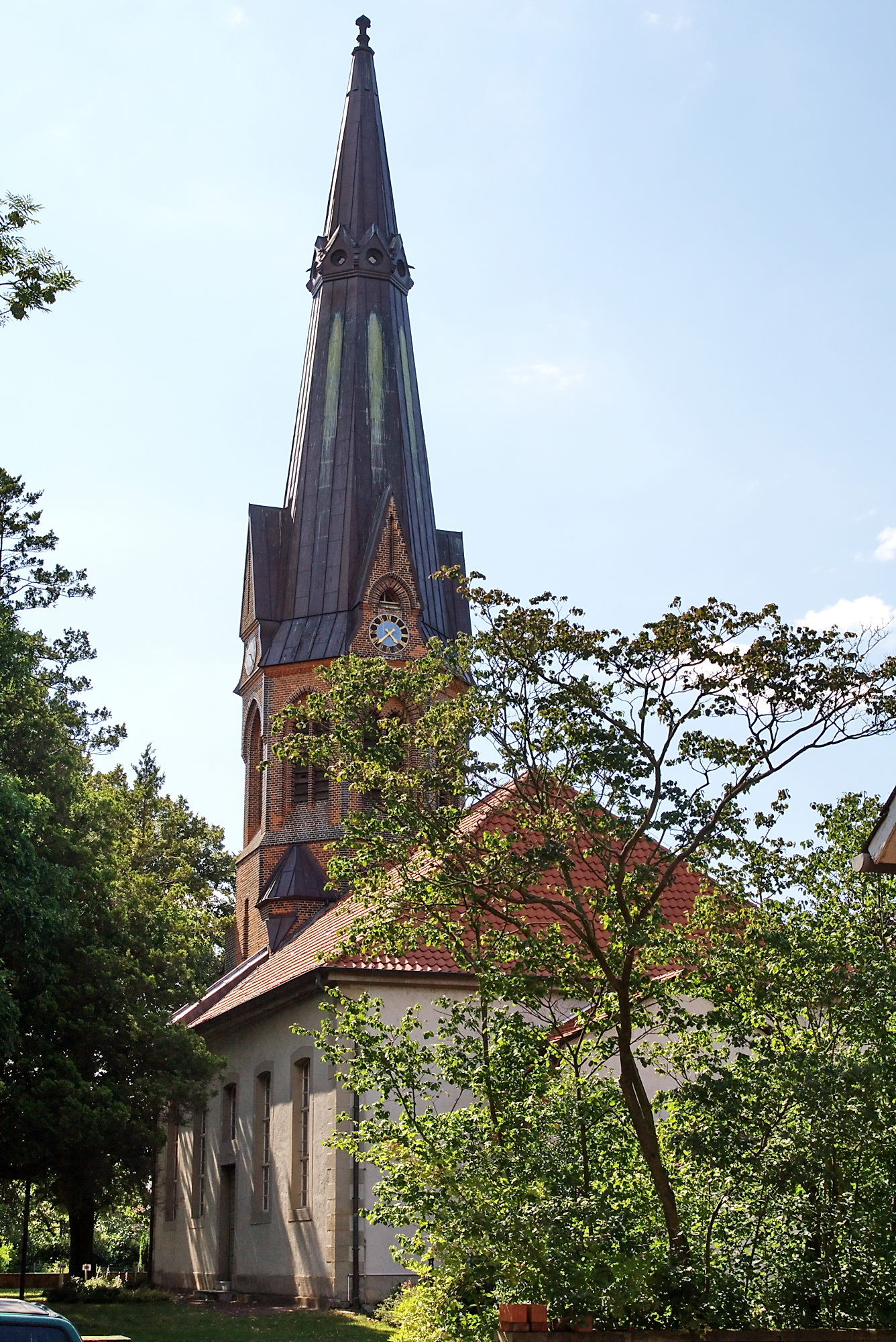
Kirche Horst

Die evangelisch-lutherische Kirche Horst steht in Horst, einem Stadtteil von Garbsen in der Region Hannover von Niedersachsen. Die Kirchengemeinde gehört zum Amtsbereich Nord-West im Stadtkirchenverband Hannover im Sprengel Hannover der Evangelisch-lutherischen Landeskirche Hannovers.

## Beschreibung
Als im 18. Jahrhundert die alte Kirche im Bereich des Chors baufällig und überdies auch für die ständig wachsende Kirchengemeinde zu klein geworden war, wurde im Jahr 1779 das bisherige Kirchenschiff abgebrochen und an derselben Stelle ein größeres Kirchenschiff mit einer Sakristei im Osten durch Georg Friedrich Dinglinger errichtet, das am 16. Januar 1780 eingeweiht wurde. Bestehen blieb zunächst der Glockenturm, der, nachdem er baufällig geworden war, nach Plänen von Conrad Wilhelm Hase in den Jahren 1866/67 aus Backsteinen erneuert wurde. Er wurde um 1905/06 mit Kupfer eingedeckt. 
Zur Kirchenausstattung gehört ein Kanzelaltar von 1779 im barock-klassizistischem Dekor. Die Orgel mit 13 Registern, zwei Manualen und einem Pedal wurde von Emil Hammer Orgelbau gebaut. Sie wurde 2012 restauriert.